# Readstown (Wisconsin)
Readstown es una villa ubicada en el condado de Vernon en el estado estadounidense de Wisconsin. En el Censo de 2010 tenía una población de 415 habitantes y una densidad poblacional de 89,67 personas por km².

## Geografía
Readstown se encuentra ubicada en las coordenadas 43°26′56″N 90°45′33″O / 43.44889, -90.75917. Según la Oficina del Censo de los Estados Unidos, Readstown tiene una superficie total de 4.63 km², de la cual 4.57 km² corresponden a tierra firme y (1.23%) 0.06 km² es agua.

## Demografía
Según el censo de 2010, había 415 personas residiendo en Readstown. La densidad de población era de 89,67 hab./km². De los 415 habitantes, Readstown estaba compuesto por el 96.39% blancos, el 1.45% eran afroamericanos, el 0.24% eran amerindios, el 0.96% eran asiáticos, el 0% eran isleños del Pacífico, el 0% eran de otras razas y el 0.96% pertenecían a dos o más razas. Del total de la población el 1.2% eran hispanos o latinos de cualquier raza.